# 張志 (萬曆進士)
張志（1546年—1600年），字于道，號尚斋，山東濟南府歷城縣人，民籍，明朝政治人物。

## 生平
隆庆四年（1570年）庚午科山東鄉試第十四名，萬曆五年（1577年）丁丑科進士，改翰林院庶吉士，後由馆阁出为礼部精膳司郎中，十四年（1586年）正月调补主客司郎中，十六年六月升湖广右参政，分守荆西。
张尚斋墓1986年在经三路291号济南市物资局工地出土。

## 家族
曾祖張顯惠；祖父張儒，贈大理寺評事；父張嵐，曾任陕西布政司右參議。母曹氏。具慶下。兄念。